# Tobermory (Wielka Brytania)
Tobermory (gael. Tobar Mhoire) – stolica i największa miejscowość na wyspie Mull, leżącej w paśmie Hebrydów Wewnętrznych w zachodniej Szkocji. Mieści się w północno-wschodniej części wyspy, niedaleko północnego końca cieśniny Sound of Mull. Obecnie liczy około 700 mieszkańców.

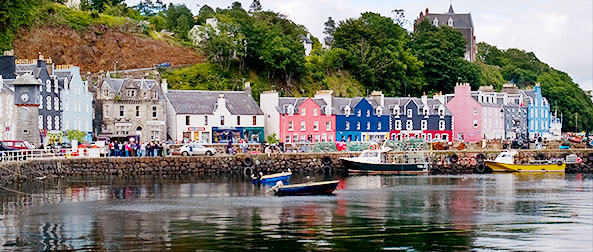
Kolorowe domy i budynki wzdłuż zatoki

## Historia
Miejscowość założona została w 1788 jako port rybacki, zaprojektowana przez inżyniera z Dumfriesshire Thomasa Telforda. 200 lat wcześniej, w 1588, jeden z okrętów hiszpańskiej Armady powracających do Hiszpanii, zatonął w zatoce, w miejscu obecnego portu. Podobno wiózł on pod pokładem znaczne skarby. Nie potrafimy jednak na 100% podać nawet nazwy tej jednostki. Niektóre źródła mówią o San Juan de Sicilia, inne podają, że nosiła ona nazwę Florencia.
Miejscowa miejska legenda mówi, że zatopienie okrętu było robotą wiedźmy Dòideag. W rzeczywistości kapitan okrętu, który chciał zaprowiantować tu jednostkę na dalszą podróż, wdał się w wojnę miejscowych klanów MacLeanów i MacDonaldów. Gdy nie zapłacił za prowiant, MacLean zatrzymał trzech hiszpańskich oficerów jako zakładników. Kapitan uczynił na okręcie to samo z posłem MacLeanów. Ten, słysząc zgrzyt podnoszonych łańcuchów kotwicznych, bez namysłu podłożył ogień w magazynie prochu. Okręt – galeon o wyporności 980 ton, niosący na pokładzie 52 działa i 468 ludzi załogi – zatonął w pobliżu obecnego mola, a jego wrak spocząć miał na głębokości ok. 40 m. Pomimo wielokrotnych poszukiwań wraku jednak dotąd nie znaleziono. Udało się jedynie wydobyć z nurtów pojedyncze przedmioty: kotwicę, egzemplarze broni, srebrne lichtarze, tace i monety oraz kilka cennych medalionów.
Podczas II wojny światowej Tobermory było bazą treningową Royal Navy i okrętu HMS Western Isles pod dowództwem komandora (późniejszego wiceadmirała) Sir Gilberta Stephensona.
W latach 2002–2004 w Tobermory kręcono popularny w Wielkiej Brytanii serial dla dzieci Balamory, emitowany w telewizji CBeebies.

## Etymologia
Nazwa Tobermory pochodzi od Gaelic Tobar Mhoire, co oznacza „Studnia Mary” (ang. Mary’s well). Nazwa odnosi się do studni mieszczącej się nieopodal miejscowości, i która przed wiekami dedykowana była Marii Dziewicy.

## Transport
Pomiędzy głównym lądem a Tobermory kursuje prom, który zawija do portu w Kilchoan na półwyspie Ardnamurchan.

## Galeria
- Tobermory – Widziane z Sound of Mull
- Tobermory, Mull – widziane z Ledaig Car Park na południowym końcu miasta
- Latarnia na północy Tobermory - w tle półwysep Ardnamurchan